# Damnation (Album)
Damnation ist das siebte Studioalbum der schwedischen Metal-Band Opeth. Es erschien im Jahr 2003 bei Music for Nations.

## Entstehung und Veröffentlichung
Nach dem Erscheinen von Blackwater Park im Jahr 2001 tourten Opeth in Nordamerika und in Europa. Anschließend begann Mikael Åkerfeldt neues, sehr verschiedenartiges Material zu schreiben. Jonas Renkse von Katatonia kam auf die Idee, die unterschiedlichen Stücke auf zwei gegensätzlichen Alben zu veröffentlichen. Music for Nations konnte nur davon überzeugt werden, da die Band einverstanden war, beide Alben bezüglich der Modalitäten ihres Plattenvertrages und der finanziellen Unterstützung durch die Plattenfirma als ein einziges zu behandeln.
Damnation und der Vorgänger Deliverance wurden zeitgleich im Sommer 2002 aufgenommen. Die Band und Steven Wilson, der auch als Gastmusiker (Gesang, Gitarre, Keyboard) beteiligt war, produzierten Damnation, zudem mischte und masterte Wilson das Album. Travis Smith war erneut für das Artwork mitverantwortlich. Sony Music legte das Album 2006 neu auf, es erschienen auch diverse LP-Auflagen. Deliverance und Damnation erschienen 2015 zusammen in einer 2CD/2DVD- oder 3LP-Box mit neuen Abmischungen von Steven Wilson und Bruce Soord sowie neuem Artwork von Travis Smith.

## Titelliste
1. Windowpane – 7:45
2. In My Time of Need – 5:50
3. Death Whispered a Lullaby – 5:50
4. Closure – 5:16
5. Hope Leaves – 4:30
6. To Rid the Disease – 6:21
7. Ending Credits – 3:39
8. Weakness – 4:09

## Stil
Damnation widmet sich ganz der ruhigen Seite Opeths und kommt ohne Metal-Einflüsse, also ohne verzerrte Gitarren und gutturalen Gesang, aus. Mikael Åkerfeldt singt gefühlvoll und emotional, die melancholisch-atmosphärischen Stücke sind mit meist akustischen Gitarren sowie gelegentlichem Piano- und Mellotron-Einsatz schlicht instrumentiert und wirken mit dem gemächlichen Tempo also „beinahe wie eine entschlackte Zeitlupenversion [von Opeths] ursprünglichen Sounds“. In der Presse wurden v. a. Vergleiche zu Porcupine Tree gezogen.

## Rezeption
Die Reaktionen der Presse auf das Album waren zwiespältig, aber überwiegend positiv. Wolfgang Schäfer vom Rock Hard findet, dass Damnation „nicht der erhoffte große Wurf geworden ist. Dazu fehlen der Scheibe vor allem in der zweiten Hälfte die wirklich zündenden Ideen und magischen Momente.“ Auch Henning Mangold von den Babyblauen Seiten findet „manche Stellen einfach zu seicht“, Horst Straske lobt jedoch „die atmosphärische Geschlossenheit des Albums“ und den „ganz behutsamen und gefühlvollen Spannungsaufbau“ der Stücke. Eduardo Rivadavia von Allmusic hebt das „zuverlässig hochkarätige Songwriting“ hervor, Rouven Dorn von powermetal.de hält Damnation für „ein Album, das so viel Tiefgang bietet, dass man darin zu ertrinken droht“, und den „Meilenstein einer Band, die auf dem Zenit ihrer Kreativität steht“.